# Chevetogne
Chevetogne (valonă Tchevtogne) este o localitate din comuna Ciney, în Valonia, Belgia. Până în 1977 Chevetogne era o comună separată, după această dată fiind înglobată in comuna Ciney teritoriul fiind organizat ca o secțiune a noii comune. De aceasta mai depind și localitățile Enhet și Ronvaux.

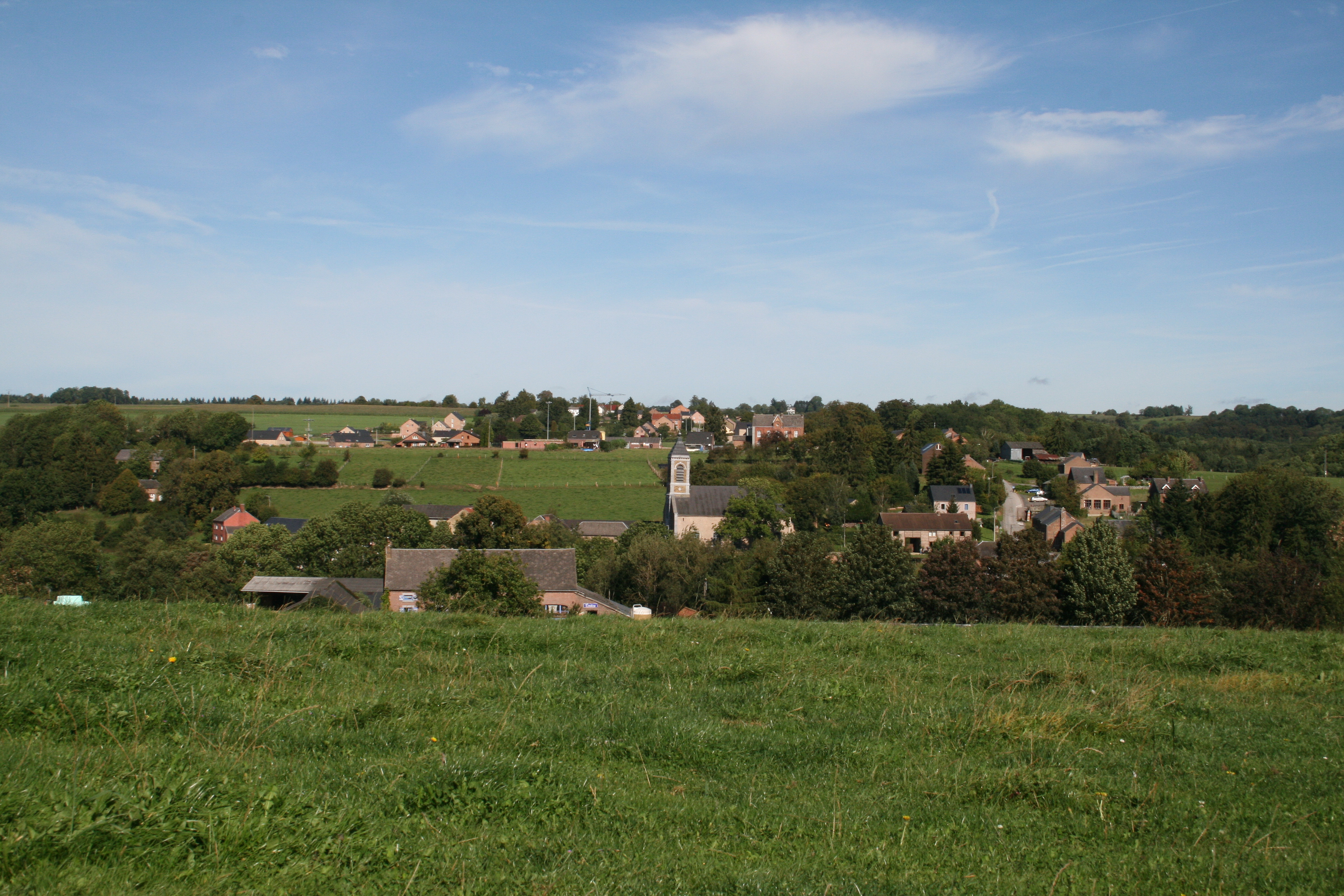

## Istorie
Până în 1830, Chevetogne era o enclavă a Ducatului Luxemburg.

## Cultură
Chevetogne e foarte renumită în Belgia, datorită celor două obiective: domeniul și mănăstirea.

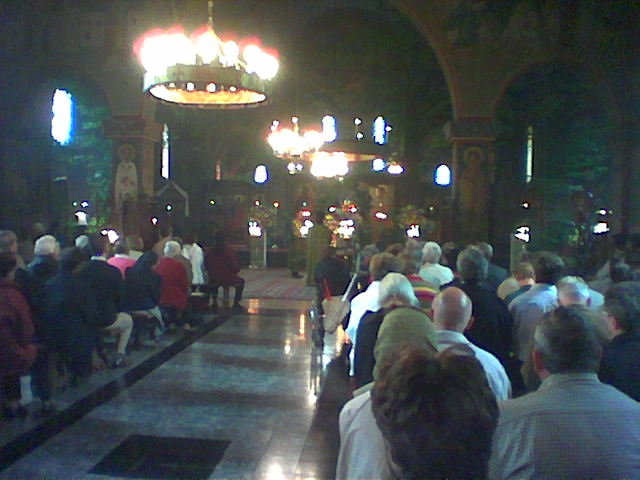
Pronaosul bisericii bizantine. Rusalii 2004

- Domeniul este un parc botanic întins, în care se află și piscine pentru înotat, un castel ce servește drept hotel pentru turiști, locuri pentru făcut frigare, terenuri de sport, locuri pentru pescuit, cărări de plimbări în pădure.
- Mănăstirea benedictină cu hramul Sfintei Cruci e centrul ecumenic european prin excelență. Mănăstirea e catolică, dar cu două rituri: bizantin și latin. Cât privește ritul bizantin, se urmează tipicul rusesc, și de aceea mănăstirea are o biserică în stil Novogorod, care e cea mai renumită biserică bizantină din Europa de Vest. Cât privește ritul latin, mănăstirea are o a doua biserică, de fapt o basilică în stil roman.

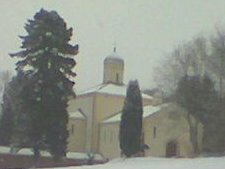
Biserica bizantină, stil Novogorod. Iarna 2005.